# Vihanshy Kanapetradu
Vihanshy Simran Kanapetradu (ur. 2001) – maurytyjska zapaśniczka walcząca w stylu wolnym. Brązowa medalistka igrzysk Wysp Oceanu Indyjskiego w 2023 roku.